# بخش ساوسی
بخش ساوسی (به اسپانیایی: Departamento Sauce) یک منطقهٔ مسکونی در آرژانتین است که در استان کورینتس واقع شده‌است. بخش ساوسی ۱٬۷۶۰ کیلومتر مربع مساحت و ۹٬۱۵۱ نفر جمعیت دارد.